# يوسف بن محمد ابن الوكيل
يوسف بن محمد ابن الوكيل ( مولدة حوالي 1660م - وفاته1131 هـ/ 1719) هو أبو الحجاج محمد بن يوسف الملوي المصري، المعروف بابن الوكيل، هو اديب ومؤرخ مصري، تعلم بالأزهر.

## مؤلفاته
- تغريد العندليب على غصن الأندلس الرطيب

- أحسن المسالك لاخبار البرامك

- بغية المسامر وغنية المسافر

- تحفة الأحباب بمن ملك مصر من الملوك والنواب

- الطراز المذهب في نوادر اشعب